# Krabi (província)
Krabi é uma província da Tailândia. Sua capital é a cidade de Krabi.

## Distritos
A província está subdividida em 8 distritos (amphoes). Os distritos estão por sua vez divididos em 53 comunas (tambons) e estas em 374 povoados (moobans).

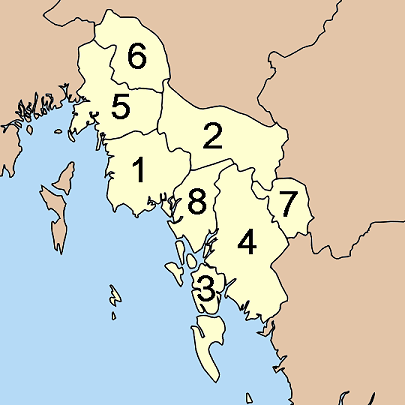
Distritos da província

| 1. Krabi 2. Khao Phanom 3. Ko Lanta 4. Khlong Thom | 1. Ao Luek 2. Plai Phraya 3. Lam Thap 4. Nuea Khlong |